# Cavalleria rusticana (film 1982)
Cavalleria rusticana è un film del 1982 diretto da Franco Zeffirelli.
Trasposizione cinematografica dell'opera lirica omonima di Pietro Mascagni, basata sulla novella omonima di Giovanni Verga.

## Trama

### Preludio
Vizzini, Sicilia, la notte del Sabato santo. Silenziosamente, Santuzza corre dal paese vicino alla casa di compar Alfio, dove l'amato Turiddu è andato a far visita a Lola, sua amante e moglie di Alfio. Turiddu scende e parte, e canta la siciliana a Lola, ma sul cammino incontra compar Alfio, e fugge per i boschi non passando per la strada, anche se viene intravisto dal marito dell'amante. Sconvolta, Santuzza decide di tornare in paese, e si reca in chiesa.

### Scena I
È l'alba. I lavoratori tornano alle loro case dopo il lavoro della mattina presto. Santuzza si reca da Lucia, madre di Turiddu, per chiederle informazioni sull'amato. Intanto arriva Alfio, che dice a Lucia di aver intravisto Turiddu vicino a casa sua. Santuzza ordina a Lucia di tacere, mentre la folla si reca in chiesa per le celebrazioni della Pasqua. Lucia chiede a Santuzza il motivo del suo comportamento, e Santuzza spiega che Turiddu è l'amante di Lola, la moglie di Alfio. Lucia si reca in chiesa, e Santuzza incontra l'amato, e lo supplica di tornare insieme con lui. Al suo rifiuto, Santuzza gli augura la "MalaPasqua", e, incontrato Alfio, gli rivela la relazione della moglie con Turiddu.

### Intermezzo
Santuzza, sconvolta per ciò che ha fatto, ritorna al paese, in chiesa, dove durante la celebrazione scorge Turiddu e Lola scambiarsi sguardi carichi di passione.
Uno dei più begli intermezzi della storia dell'opera.

### Scena II
Usciti da chiesa, Turiddu offre da bere a tutti, e Alfio, incontratolo, decide di sfidarlo. Turiddu, prima di recarsi al duello, fa promettere alla madre di occuparsi di Santuzza. Poi parte per il duello. Lucia, sconvolta, corre per strada, e Santuzza e le donne la consolano. Improvvisamente risuona un urlo: "Hanno ammazzato compare Turiddu!". Santuzza sconvolta, guarda per l'ultima volta l'amato, cadavere.

## Produzione

### Cast
Nel cast sono presenti artisti di fama internazionale: Elena Obrazcova (Santuzza), Plácido Domingo (Turiddu), Fedora Barbieri (Lucia), Renato Bruson (Alfio), Axelle Gall (Lola).

## Colonna sonora
La colonna sonora è diretta da Georges Prêtre con il Coro e l'Orchestra del Teatro alla Scala di Milano.